# ナーディル・シャー
ナーディル・シャー（ペルシア語: نادر شاه, ラテン文字転写: Nādir Shāh, 1688年11月22日 - 1747年7月19日）は、アフシャール朝の初代君主（シャー、在位：1736年 - 1747年）。きわめて短い期間だがアナトリア東部からイラン、中央アジア、インドにおよぶ広大な領域を支配下に入れた。イラン史では一代の梟雄とされ、その武勇は「ペルシアのナポレオン」、「第二のアレクサンドロス」と言う歴史家もいる。

## 生涯

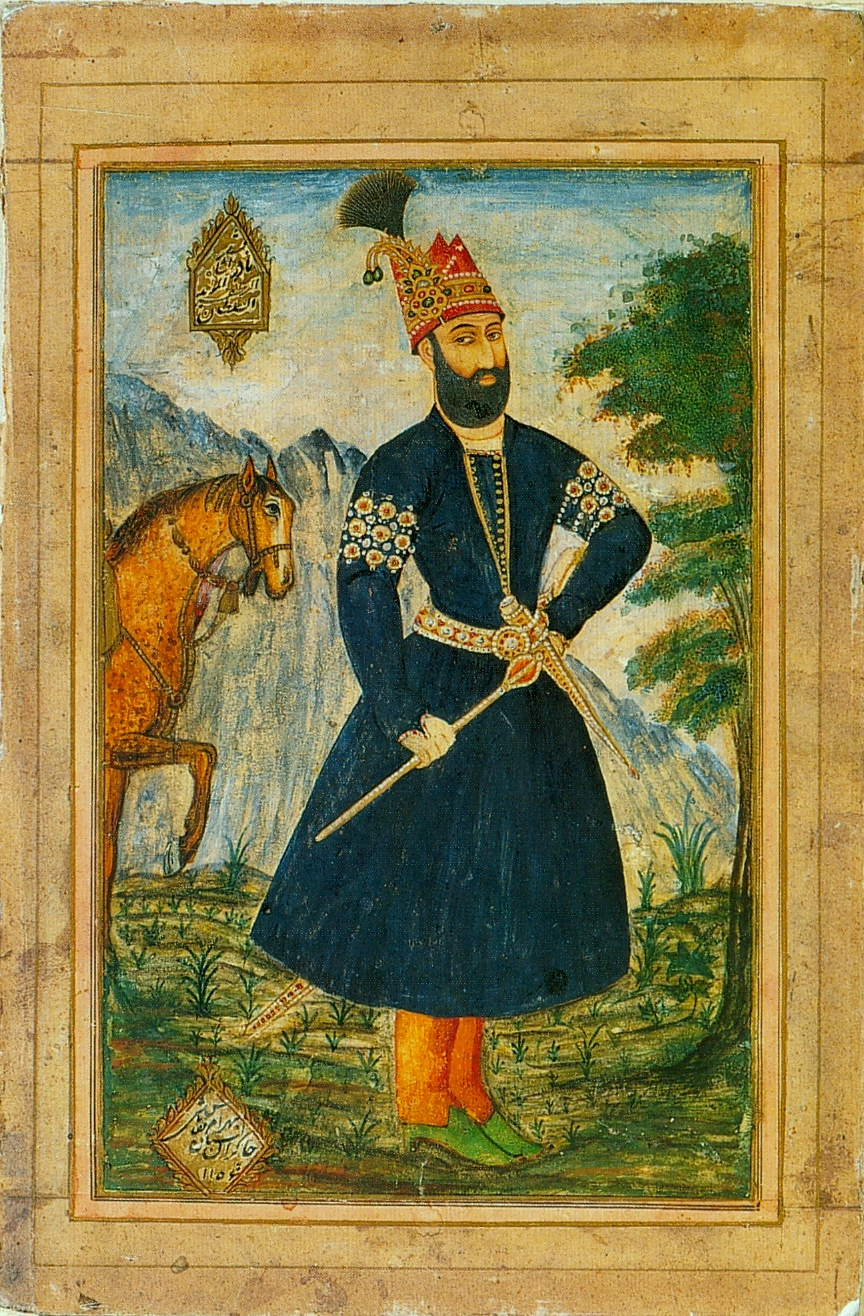
ナーディル・シャー

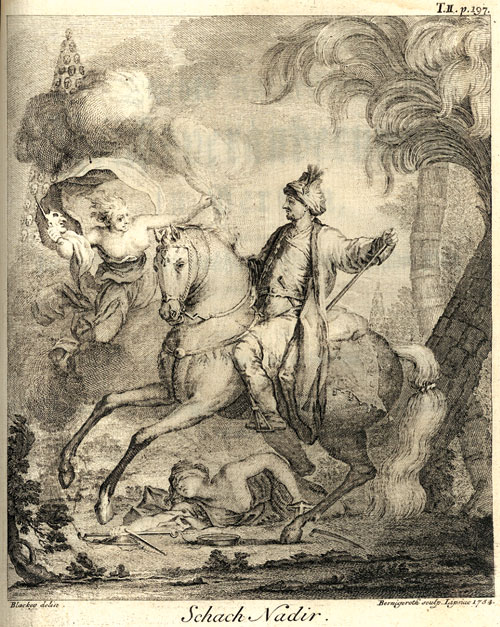
ヨナス・ハンウェイによるナーディル・シャーのポートレート

ナーディルはサファヴィー朝末期の1688年、イラン東部ホラーサーンのマシュハド北方ダストギルドに生まれた。出自は不明で、テュルク系オグズ族アフシャール部族連合キルクルー族の族長の子として生まれ育ったとも、貧しい牧夫の子として生まれ、ウズベクに掠奪され奴隷として暮らした後、アフシャール部族連合の下へ逃亡したとも言う。1710年代にはアフシャール部族連合を率いてこの地域に勢力を伸ばすようになる。
1719年からサファヴィー朝中心部へと勢力を伸ばしていたパシュトゥーン人のギルザイ部族は1722年、ついにイスファハーンを陥落させ、シャー・スルターン・フサインは降伏・退位して事実上サファヴィー朝は滅亡した。後を継いでガズヴィーンで即位したフサインの息子タフマースブ2世はイスファハーンの奪還を果たせず各地を放浪した後ホラーサーンに落ち延びた。
この頃までにナーディル・クリー・ベグを名乗っていたナーディルはタフマースプ2世に仕え、タフマースブ・クリーを名乗るようになる。タフマースブ2世の下でナーディルは勢力を拡大、1727年のマシュハド掌握、1729年にダムガーン会戦でギルザイ部族の首領アシュラフを破り、翌1730年にはアシュラフを処刑してギルザイ部族を駆逐。絶大な権力を掌中にして破竹の進撃を開始し、タフマースブ2世はイスファハーンで即位式を挙げた。
1732年、ナーディルがホラーサーン方面へ出動中、タフマースブ2世がオスマン帝国との戦いに敗れると、ナーディル・クリーはアルメニア、グルジアを割譲してオスマン帝国と和睦する一方、タフマースブ2世をホラーサーンへ追放。タフマースブ2世の8ヵ月の子・アッバース3世を擁立してその摂政となった。1735年にはロシアと反オスマン帝国であるギャンジャ条約を結んだ。1736年、アッバース3世を退位させて、自らがシャーとして即位。ナーディル・シャーを名乗り、アフシャール朝を開いた。
ナーディル・シャーは勢力拡大を目指して、1733年のバグダード攻囲以降、西方で活動してオスマン帝国に奪われた領域をほぼ確保する。
1738年には東方に転じ、カンダハール（en:Siege of Kandahar）、ガズニー、カーボル、ラーホールと進撃を続けた。
翌1739年には、カルナールの戦いでムガル帝国の大軍を破ってデリーを占領した。この過程でパシュトゥーン人ドゥッラーニー部族の武力とインドの巨大な富を得て、1740年には中央アジアのブハラ・ハーン国、ヒヴァ・ハーン国に遠征、これを制圧した。1741年にはイラン方面に転じ、まず北方でマー・ワラー・アンナフルのウズベクを撃破、さらに海軍の整備に着手して1742年にバフライン、1743年にはオマーンを占領した。
再び西方に転じ、1743年からコーカサス方面で対オスマン戦を再開するが、目立った戦果は挙がらずに国境を決めて和睦し、ナジャフを割譲させたのみである。
ナーディル・シャーには粗暴・冷酷な面があったとされる。デリーでの3万人におよぶとされる虐殺や1740年に主君タフマースブ2世と2人の子を処刑していること、さらに1741年、暗殺未遂事件を受けてホラーサーン太守とした長子リダー・クリー・ミールザーを盲目にし、それを知った人々を処刑したことなどがある。またナーディル・シャーはスンナ派であり、サファヴィー朝期にシーア化した住民をスンナ派に立ち戻らせようとし、強制改宗があったとする史料もあるが、一方でシーア派をジャアファル法学派（シーア派の法学を確立した6代イマーム、ジャアファル・サーディクの名による。シーア派法学でもジャアファル法学派という言葉は用いる）としてスンナ派四大法学派に加えて五大法学派にして統合しようとしたとする史料もある。
ナーディル・シャーの活動で軍事以外に特記すべきは都市マシュハドの整備など土木建築分野である。ナーディルは当時のテュルク系武官の常として、また活発な活動により一つの都市に留まることはなかった。しかし、チグリスから中央アジア、インドにまたがる大帝国の中心点としてマシュハドはアフシャール朝の実質上の首都となっていた。これはアフシャール朝がナーディル没後ホラーサーン南部に収斂していくことからも読み取れる。ナーディルはマシュハドにある8代イマーム・アリー・リダー廟を修築し、ミナレットを加えるほか、バーザールの整備もしている。今日のイラン第二の都市マシュハドはナーディル・シャー期に実質的に始まったものといえる。さらにナーディルはホラーサーンからスィースターンにかけての河川池沼の堤防（バンダーブ）建設なども命じており、ガナートほか現在に続く伝統的インフラストラクチャーもナーディル・シャー期に始まる物が多い。
1745年前後、ナーディル・シャーはマシュハドの武官や有力者100人あまりを反乱あるいはそれに関わったとして処刑した。ナーディルに対する恐れは増大し、最終的には1747年、ホラーサーンのクルド反乱鎮圧のために遠征中、アフシャール族家臣の手によって暗殺された。
この事件はガージャール朝のナーディル・シャー伝記が、当時ナーディル・シャーに従っていたアブダーリー族のアフマド・ハーン・アブダーリー（ドゥッラーニー朝の祖アフマド・シャー・ドゥッラーニー）の関与をほのめかすが、アフガン側の史料では必ずしもこの時期アフマド・シャーがナーディル・シャー近辺のアブダーリー勢力を統率していなかったとされ、判然としていない。ナーディル・シャーの暗殺によってアフシャール勢力とアブダーリー勢力間に従来から存在した緊張は頂点に達することになり、ドゥッラーニー朝成立の前史となる。
ナーディル・シャーの没後は甥のアーディル・シャーとイブラーヒーム兄弟が後を継ぐが、いずれも短期間で処刑され、大帝国は解体しカリーム・ハーン（ザンド朝の祖）やアーガー・モハンマド・シャー（ガージャール朝の祖）、アフマド・シャーなど部将達が次々と自立、アフシャール朝は混乱の中で南ホラーサーンの地方勢力へと変容、1796年に孫のシャー・ルフがアーガー・モハンマドに敗れ滅亡した。
ナーディル・シャーの大帝国は短命に終わったが、アフガニスタンを誕生させるドゥッラーニー朝や後にイランを統一するガージャール朝もナーディル・シャーの下で活動することで勢力を蓄えていった点で、ナーディル・シャーはこの地域の次の時代を用意した人物であったということができる。

### 史料
- Mīrzā Mahdī Khān Astarābādī, Tārīkh-i Jahāngushā-yi Nādirī, (ed.) Sayyid ʿAbd Allāh Anvār (Tehran, 1341)（『世界征服者ナーディルの歴史』または『ナーディル史（ Tārīkh-i Nādirī ）』として知られる。ナーディル・シャーの秘書マフディー・ハーンによる伝記で、存命中に多くの記事が執筆されたまず参照すべき同時代一次史料）

### 研究文献
- 阿部尚史「ナーデル・シャーとアフガン軍団」『東洋学報』85-4, P574 - P602.
- Lockhart, L. Nadir Shah, London , 1938.
- Perry, J.R., The last Safavids:1722-1773, Iran, Ⅸ, 1971, P59 - P69.
- Kaziev Shapi. Crash of tyrant.  The historical novel about Nadir Shah. "Epoch", Publishing house. Makhachkala, 2009. ISBN 978-5-98390-066-0.
- 永田雄三編『新版 世界各国史9 西アジア史Ⅱ イラン・トルコ』P221 - P227、山川出版社、2002年。
- フランシス・ロビンソン著、小名康之監修『ムガル皇帝歴代誌』P308 - P319、創元社、2009年。

### 事典
- Perry, J.R., Nadir Shah Afshar, The Encyclopaedia of Islam, vol.7, pp.852-56.